# Libor Vávra
Libor Vávra (* 17. října 1963) je český soudce, v letech 1996 až 2002 a opět od listopadu 2020 prezident Soudcovské unie ČR, v letech 2013 až 2020 předseda Městského soudu v Praze.

## Soudcovská kariéra
V letech 1982–1986 vystudoval Právnickou fakultu Univerzity Karlovy v Praze, v roce 1989 složil rigorózní zkoušku. Soudit začal roku 1989 u Obvodního soudu pro Prahu 10. O pět let později, v roce 1994 (či 1995), byl povolán do odvolacího senátu Městského soudu v Praze. Roku 1999 byl jmenován předsedou Obvodního soudu pro Prahu 1, jímž byl až do roku 2011. Na Městském soudu se poté stal místopředsedou pro trestní úsek. Od 30. září 2013 byl jmenován na sedm let předsedou Městského soudu v Praze, jímž byl až do 30. září 2020. V této funkci vystřídal Jana Sváčka, který odešel soudit na Vrchní soud v Praze.
Vávra se také angažuje v justiční samosprávě. Je členem Soudcovské unie České republiky, jejímž byl po dvě volební období prezidentem (1996–2002), poté zůstal jejím čestným prezidentem. Dne 3. listopadu 2020 byl opět zvolen prezidentem Soudcovské unie ČR, ve funkci vystřídal Danielu Zemanovou. Získal 66 hlasů od 127 volitelů (tj. 52 %), post by měl zastávat tři roky.
Odborně se věnuje především trestnímu právu, jež také začal vyučovat na Vysoké škole manažerské informatiky a ekonomiky v Praze. Stal se jako externista členem vědecké rady Právnické fakulty Univerzity Karlovy. V letech 2005–2011 byl členem správní rady společnosti Transparency International.

### Kárná žaloba na Alexandra Sotoláře
Koncem roku 2019 podal kárnou žalobu na svého podřízeného soudce Alexandra Sotoláře, který manipuloval s protokoly z jednání v kauze Opencard, čímž se měl podle Vávry zpronevěřit základním soudcovským principům. Na rozdíl od ministryně spravedlnosti Marie Benešové, která poté také kárnou žalobu na Sotoláře podala, však nenavrhl úplné odvolání z funkce soudce, ale pouze z funkce předsedy senátu. Kárný senát Nejvyššího správního soudu se přiklonil k Vávrově návrhu. Mírný postup kritizoval mimo jiné bývalý předseda Nejvyššího správního soudu Josef Baxa. Server IROZHLAS koncem července 2020 informoval, že Vávru pojila se Sotolářem dlouholetá známost a mimo jiné byl patrně kolem roku 2014 svědkem na Sotolářově svatbě.